# Bythiospeum transsylvanica
Bythiospeum transsylvanica е вид охлюв от семейство Hydrobiidae. Видът е почти застрашен от изчезване.

## Разпространение и местообитание
Разпространен е в Румъния.
Обитава сладководни басейни и реки.